# 7344 Summerfield
7344 Summerfield eller 1992 LU är en asteroid i huvudbältet som upptäcktes den 4 juni 1992 av de båda amerikanska astronomerna Carolyn S. Shoemaker och David H. Levy vid Palomar-observatoriet. Den är uppkallad efter Robert och Lisa Summerfield.
Asteroiden har en diameter på ungefär 6 kilometer och den tillhör asteroidgruppen Eunomia.